# 12 mm
Questo elenco raccoglie le cartucce il cui calibro è incluso tra i 12 ed i 13 mm.
- Lunghezza si riferisce alla lunghezza del bossolo.
- Totale si riferisce alla lunghezza totale della cartuccia, incluso il proiettile.

Le misure sono date in millimetri, seguite dall'equivalente in pollici.
Per la spiegazione dei termini nella tabella vedere la pagina bossolo.

## Cartucce da pistola semiautomatica
| Nome               | Pallottola  | Lunghezza     | Collarino    | Base         | Spalla | Colletto     | Totale        |
| ------------------ | ----------- | ------------- | ------------ | ------------ | ------ | ------------ | ------------- |
| .50 Action Express | 12,7 (.500) | 32,64 (1,285) | 13,06 (.514) | 13,89 (.547) | -      | 13,72 (.540) | 40,89 (1,610) |
| .50 GI             | 12,7 (.500) | 22,81 (.899)  | 12,19 (.480) | 13,36 (.526) | -      | 13,36 (.526) | 31,01 (1,221) |

## Cartucce da rivoltella
| Nome                 | Pallottola    | Lunghezza      | Collarino     | Base          | Spalla | Colletto      | Totale        |
| -------------------- | ------------- | -------------- | ------------- | ------------- | ------ | ------------- | ------------- |
| .480 Ruger           | 12,065 (.475) | 32,639 (1,285) | 13,767 (.542) | 12,802 (.504) | -      | 12,802 (.504) | 41,91 (1,650) |
| .500 S&W Magnum      | 12,7 (.500)   | 41,275 (1,625) | 14,12 (.556)  | 13,36 (.526)  | -      | 13,36 (.526)  | 53,34 (2,10)  |
| .500 Wyoming Express | 12,7 (.500")  | 35 (1,37")     | -             | -             | -      | -             | 44,8 (1,765") |
| .500 Linebaugh       | 12,95 (.510)  | 35,69 (1,405)  | 15,49 (.610)  | 14,05 (.553)  | -      | 13,72 (.540)  | 44,58 (1,755) |

## Cartucce da fucile
| Nome                           | Pallottola   | Tipo di bossolo               | Lunghezza     | Collarino     | Base          | Spalla        | Colletto      | Totale         | Innesco             |
| ------------------------------ | ------------ | ----------------------------- | ------------- | ------------- | ------------- | ------------- | ------------- | -------------- | ------------------- |
| .475 A&M Magnum                | 12,07 (.475) | cinturino, collo di bottiglia | 73,66 (2,90)  | 13,54 (.533)  | 14,83 (.584)  | 14,22 (.560)  | 12,75 (.502)  | 95,25 (3,75)   | Boxer large rifle   |
| .470 Capstick                  | 12,07 (.475) | -                             | 72,39 (2,85)  | 13,51 (.532)  | 13,03 (.513)  | -             | 12,67 (.499)  | 92,71 (3,65)   | -                   |
| .476 Nitro Express             | 12,09 (.476) | rimmed, collo di bottiglia    | 76,2 (3,00)   | 16,33 (.643)  | 14,48 (.570)  | 13,46 (.530)  | 12,9 (.508)   | 95,76 (3,77)   | Berdan 6,45 (0,254) |
| .470 Nitro Express             | 12,27 (.483) | rimmed, collo di bottiglia    | 88,65 (3,25)  | 16,41 (.646)  | 14,53 (.572)  | 13,41 (.528)  | 12,7 (.500)   | 108,2 (4,26)   | Berdan 6,45 (0,254) |
| .475 No. 2 Nitro Express       | 12,27 (.483) | rimmed, collo di bottiglia    | 82,55 (3,49)  | 16,86 (.665)  | 14,63 (.576)  | 13,89 (.547)  | 12,95 (.510)  | 98,04 (3,86)   | Berdan 6,45 (0,254) |
| .475 Nitro Express             | 12,27 (.483) | rimmed, cilindrico            | 82,55 (3,25)  | 16,41 (.646)  | 14,53 (.572)  | -             | 13,41 (.528)  | 98,04 (3,86)   | Berdan 6,38 (0,251) |
| .500 No. 2 Express (.577/500)  | 12,88 (.500) | rimmed, collo di bottiglia    | 71,37 (2,81)  | 18,44 (.726)  | 16,28 (.641)  | 14,22 (.560)  | 13,67 (.538)  | 86,36 (3,40)   | Berdan 6,38 (0,251) |
| .577/.500 Magnum Nitro Express | 12,7 (.500)  | rimmed, collo di bottiglia    | 80 (3,13)     | 18,2 (.717)   | 16,4 (.645)   | 14,9 (.585)   | 13,4 (.526)   | 95 (3,74)      | Berdan 6,38 (0,251) |
| 505 Gibbs                      | .505         | rimless, collo di bottiglia   | 80,0 (3,150") | -             | 16,3 (.640")  | 16,3 (.640")  | 13,7 (.538")  | 97,8 (3,850")  |                     |
| .500 Jeffery                   | .510         |                               |               |               |               |               |               |                |                     |
| .50 Beowulf                    | 12,7 (.500)  | -                             | -             | -             | -             | -             | -             | -              | Boxer               |
| .50 BMG (12,7 × 99 mm NATO)    | 12,95 (.510) | -                             | 99,31 (3,91)  | 20,42 (.804)  | 20,42 (.804)  | 18,82 (.741)  | 14,22 (.560)  | 138,43 (5,45)  | Boxer               |
| .510 DTC Europ (.50 DTC)       | 12,95 (.510) | -                             | 96,77 (3,81)  | -             | -             | 19,304 (.760) | -             | 135,89 (5,35)  | Boxer               |
| .510 Whisper                   | 12,95 (.510) | -                             | 47,63 (1,875) | 14,94 (.588)  | 14,91 (.587)  | 14,91 (.587)  | 13,94 (.549)  | 84,84 (3,34)   | Boxer               |
| 12,7 × 108 mm                  | 12,98 (.511) | -                             | 108 (4,3)     | 21,70 (0,854) | 21,75 (0,856) | 18,90 (0,744) | 13,95 (0,549) | 147,50 (5,807) | -                   |

Nota: molte cartucce di calibro nominale pari a 12,7/.50 sono in realtà di calibro 13 mm, come la .50-70 Government e la 12,7 × 81 mm SR.